# L'Agonie des aigles (film, 1952)
Pour les articles homonymes, voir L'Agonie des aigles.
Pour plus de détails, voir Fiche technique et Distribution.
L'Agonie des aigles est un film français de Jean Alden-Delos réalisé en 1951 et sorti en 1952. 
Ce film est la troisième version adaptée du roman Les Demi-soldes de Georges d'Esparbès.

## Synopsis
Après avoir ramené à l'empereur exilé une mèche de cheveux de son fils, le colonel Montander a fait le serment de ne jamais abandonner le petit roi de Rome. Il organise un complot pour restaurer l'Empire, mais tombe amoureux de la danseuse Lise qui cherche à venger son amant qu'un ami du colonel a tué en duel. Dénoncés par elle, les conspirateurs meurent avec un courage et une fierté qui la bouleversent et ouvrent son cœur au remords.

## Fiche technique
- Réalisation : Jean Alden-Delos
- Scénario : Jean Alden-Delos, d'après le roman Les Demi-soldes de Georges d'Esparbès
- Adaptation : Jean Alden-Delos
- Costume : Jean Zay
- Décors : Claude Bouxin
- Photographie : Jean Lehérissey,
- Musique : François-Julien Brun et Tiarko Richepin
- Son : Robert Teisseire
- Production : Jean Velter
- Pays de production :  France
- Format : Couleur
- Genre : Drame historique
- Durée : 83 minutes
- Date de sortie :
  - France : 24 octobre 1952
- Affiche : Jacques Bonneaud (France)

## Distribution
- Roger Pigaut : Colonel de Montander
- Charles Moulin : Goglu
- Noël Roquevert : Capitaine Doguereau
- Raymond Rognoni : Coutillo
- Colette Pearl : Lise Dorian
- Jean Mauvais : Commandant Thierry
- Pierre Morin : Chambusque
- Catherine Arley : Comtesse d'Ormesson
- Gérald Castrix : Triaire
- Léonce Corne : Constant
- Henry Valbel : Le président du tribunal
- Roger Vincent : Le docteur
- Maurice Dorléac
- Robert Allan : Pascal de Breuilly